# Alpes calcários do Tirol
Os Alpes calcários do Tirol  em alemão: Nordtiroler Kalkalpen é um maciço montanhoso que faz parte da secção dos Alpes Orientais-Norte e se encontram repartido em Vorarlberg e Tirol  na Áustria,  e na  Baviera na  Alemanha. O ponto mais alto é o  Parseierspitze com 3 036 m.
A característica deste maciço é de ser formado por  rocha calcária pelo em alemão o denominam de Kalkalpen.

## SOIUSA
A Subdivisão Orográfica Internacional Unificada do Sistema Alpino (SOIUSA), criada em 2005, dividiu os Alpes em duas grandes partes:Alpes Ocidentais e Alpes Orientais, separados pela linha formada pelo rio Reno — passo de Spluga — lago de Como — lago de Lecco.
Os  Alpes calcários do Tirol são formados pelo conjunto dos Alpes de Lechtal,  montes de Lechquellen,  Montes de Mieming e de Wetterstein,  montes de Karwendel,   Alpes de Brandenberg e pelos  montes do Kaiser

### Classificação  SOIUSA
Segundo a SOIUSA este acidente geográfico é uma Secção alpina  com as seguintes características
- Parte = Alpes Orientais
- Grande sector alpino = Alpes Orientais-Norte
- Secção alpina = Alpes calcários do Tirol
- Código = II/B-21